# TSV Detmold
Der TSV Detmold (vollständiger Name: Turn- und Sportverein Detmold von 1911 e. V.) war ein Sportverein aus Detmold. Der Verein wurde im Jahre 1911 gegründet. Bekannt wurde der Verein durch seine Fußballabteilung, die zwischen 1950 und 1952 in der zweitklassigen II. Division spielte.

## Geschichte

### Frühe Jahre (1911 bis 1950)
Am 28. Juni 1911 wurde der Verein als 1. Detmolder FC Teutonia gegründet und ist damit der älteste Fußballverein der Stadt. Zwei Jahre später feierte die Teutonia mit der lippischen Bezirksmeisterschaft seinen ersten Titel. Im März 1919 fusionierte der Verein mit einem namentlich nicht bekannten anderen Verein zum VfB Detmold. Nach dem Ende des Zweiten Weltkriegs wurde der Verein unter seinem heutigen Namen neu gegründet. In den folgenden Jahren begann die erfolgreichste Epoche des Detmolder Fußballs. Zahlreiche Vertriebene aus den deutschen Ostgebieten verstärkten die Mannschaft. Im Jahre 1947 wurde der TSV Meister der Bezirksklasse Bielefeld und setzte sich in der folgenden Aufstiegsrunde zur Landesliga Westfalen, die seinerzeit die höchste westfälische Amateurliga bildete, gegen den FC Höxter gegen die SG Bünde 08 durch.
Zunächst belegten die Detmolder Mittelfeldplätze und schafften kleine Überraschungssiege wie ein 3:0 gegen Preußen Münster in der Saison 1947/48. In der Saison 1949/50 wurde der TSV Detmold Meister seiner Staffel und traf in den Endspielen um die Westfalenmeisterschaft auf den Meister der Parallelstaffel VfB 03 Bielefeld. Nach einem 1:1 in Bielefeld konnten die Detmolder das Rückspiel mit 4:0 für sich entscheiden und wurden Westfalenmeister. Nun nahm der TSV an der westdeutschen Amateurmeisterschaft teil und siegte zunächst mit 3:2 bei der SG Düren 99. Anschließend sicherte sich die Mannschaft durch einen 5:1-Sieg gegen den Cronenberger SC aus Wuppertal den Titel. 14.000 Zuschauer sahen das Spiel am 10. Juni 1950. Gleichzeitig stieg die Mannschaft in die II. Division West auf.

### Von der zweiten Liga in die Verbandsliga (1950 bis 1959)
In der II. Division wurde in der ersten Saison 1950/51 in der Gruppe 1 der 12. Tabellenplatz erreicht. Die Detmolder kamen dabei zu 1:0-Siegen gegen  den Meidericher SV und den VfL Bochum. Arminia Bielefeld wurde gar in beiden Spielen bezwungen und gegen den SSV Hagen konnten die Detmolder gar mit 7:0 gewinnen. In der folgenden Saison 1951/52 musste die Mannschaft aufgrund der Verkleinerung der II. Division mindestens Achter werden, um den Klassenerhalt zu sichern. Sportlich war die Mannschaft chancenlos und beschloss am 12. März 1952, die Lizenz für die laufende Spielzeit zurückzugeben. Der TSV trat zu den Spielen bei der SG Wattenscheid 09 und dem VfL Bochum nicht an. Der Verband akzeptierte die Lizenzrückgabe jedoch nicht und drohte damit, den TSV in die 1. Kreisklasse zu versetzen, wenn die Mannschaft die Saison nicht zu Ende spielt. Als die Detmolder Verantwortlichen schließlich ihre Zusage gaben, in der Saison 1952/53 in der Landesliga zu spielen beendeten die Detmolder die Saison und wurden Letzter. Tiefpunkt der Saison war eine 0:9-Heimniederlage gegen Rot-Weiß Oberhausen.
Zurück in der Landesliga bot der TSV seinen Anhängern nur noch Mittelmaß. Erst 1955 brachen mit Platz fünf wieder bessere Zeiten an. Höhepunkt der Saison war ein 4:0-Sieg bei Arminia Bielefeld. Ein Jahr später bestätigte der TSV Detmold den fünften Platz und sicherte damit die Qualifikation für die neu eingeführte Verbandsliga Westfalen, wo es in der Premierensaison 1956/57 zu Platz sechs reichte. Mit einem 5:1 konnte erneut ein hoher Auswärtssieg bei Arminia Bielefeld errungen werden. In den folgenden Jahren verlor der Verein immer mehr Leistungsträger an finanzkräftigere Vereine, so dass es in der Saison 1957/58 nur noch zu Platz zehn reichte. Ein Jahr später verabschiedeten die Detmolder als Drittletzter aus dem westfälischen Oberhaus. Trotz eines 9:0-Heimsiegs gegen den SV Bockum-Hövel fehlten den Detmoldern am Saisonende ein Punkt zum rettenden Ufer.

### Niedergang und Fusion (1959 bis 2015)
Nach einem fünften Platz in der Abstiegssaison 1959/60, in der die Detmolder den VfJ 08 Paderborn mit 10:1 bezwingen konnten, folgte ein Jahr später der Abstieg in die Bezirksklasse. Nach einigen Quellen verzichtete der TSV Detmold trotz sportlicher Qualifikation auf seinen Landesligaplatz, andere Quellen sprechen von einer 1:4-Entscheidungsspielniederlage gegen den VfL Mennighüffen im neutralen Brackwede. Der Wiederaufstieg in die Landesliga gelang im Jahre 1964. Allerdings musste die Mannschaft bereits in der folgenden Saison 1964/65 wieder absteigen. Der nächste Aufstieg folgte dann 1974 nach einem 2:1-Sieg nach Verlängerung im Entscheidungsspiel gegen den TuS Ahmsen. Als Tabellenletzter stiegen die Detmolder prompt wieder ab und kehrten erst 1978 in die Landesliga zurück.
Dort wurde der TSV auf Anhieb zweimal in Folge Vizemeister hinter der SpVgg Fichte Bielefeld bzw. dem FC Gohfeld, bevor die Detmolder nach Jahren des Mittelmaßes 1989 erneut absteigen mussten. Erst im Jahre 2000 gelang der erneute Aufstieg in die Landesliga, dem zwei Jahre später der Abstieg als abgeschlagener Tabellenletzter folgte. Vereinsinterne Turbulenzen sorgten dafür, dass die erste Mannschaft zwischen 2002 und 2005 drei Mal in vier Jahren abstieg und in die Kreisliga B hinabrutschte. Seit dem Aufstieg im Jahre 2010 spielten die Detmolder in der Kreisliga A, die sie am Ende der Saison 2013/14 wieder nach unten verlassen mussten. Am 20. Juni 2015 kam es zur Verschmelzung des  TSV Detmold mit dem Post SV Detmold zum Post TSV Detmold. Zum Stichtag der Verschmelzung löste sich der TSV Detmold auf und die Mitglieder traten dem Post SV bei, der seinen Namen änderte und das Hermannsdenkmal in sein Vereinswappen aufnahm.

## Stadion
Der TSV Detmold trug seine Heimspiele auf dem Jahnplatz aus, der im Volksmund auch als Pinneichen-Sportplatz bekannt war. Das Stadion wurde im Jahre 1940 eröffnet und liegt an der Lageschen Straße neben den Pinneichenpark. Gespielt wird auf einem Ascheplatz, der von einer Laufbahn umgeben ist. Die Zuschauerkapazität liegt heute bei 7.000 Plätzen. Heute wird der Platz vom Christlichen SV Detmold genutzt.

## Persönlichkeiten
- Rudolf Bünte, Dritter bei den Deutschen Leichtathletik-Meisterschaften 1929 im Stabhochsprung[10]
- Rolf Ellerbrock, vorher Oberligaspieler bei Arminia Bielefeld
- Franz Farke, wurde Oberligaspieler bei Borussia Dortmund, Eintracht Braunschweig und SV Sodingen
- Erich Garske, vorher Gauligaspieler bei Hannover 96
- Karl-Heinz Heimann, wurde Herausgeber des Kicker-Sportmagazin[1]
- Karl-Heinz Hellwig, vorher Oberligaspieler bei Arminia Bielefeld
- Hans Kampe, spielte in der Pariser Soldatenelf
- Elfriede Kirchhof, Deutsche Vizemeisterin 1937 im Diskuswurf[11]
- Karl Kröger, vorher Oberligaspieler bei Arminia Bielefeld
- Fritz Langner, später Bundesligatrainer beim FC Schalke 04, Werder Bremen und TSV 1860 München
- Kurt Leichner, vorher Gauligaspieler bei Wilhelmshaven 05
- Erich Neumann, wurde Oberligaspieler beim Meidericher SV
- Alfred Pawlitzki, vorher Gauligaspieler bei der Breslauer SpVgg 02 und dem WSV Liegnitz
- Kurt Pennewitz, vorher Oberligaspieler bei Eintracht Braunschweig
- Friedrich Schrebb, später Oberligaspieler beim VfL Osnabrück
- Ernst Willimowski, vorher polnischer und deutscher Nationalspieler, lief einmal für den TSV auf
- Klemens Zielinski, später 1954 mit Hannover 96 deutscher Meister